# Stade Général Seyni Kountché
Stade Général Seyni Kountché, znany również jako Stade du 29 Julliet to wielofunkcyjny stadion w stolicy Nigru – Niamey. Najczęściej pełni rolę stadionu piłkarskiego, a swoje mecze rozgrywa tam drużyna Sahel SC. Stadion pomieści 35 000 widzów.